# Herbert Paschinger
Herbert Paschinger (* 27. September 1911 in Neumarkt in der Steiermark; † 12. September 1992 in Graz) war ein österreichischer Geograph.

## Leben und Wirken
Paschinger wurde am 27. September 1911 als Sohn des angesehenen Geographen Viktor Paschinger in Neumarkt in der Steiermark geboren. In den Jahren nach dem Ersten Weltkrieg besuchte Paschinger die Volks- und Mittelschule in Klagenfurt und nahm anschließend 1929 an der Universität Graz in den Fächern Geographie, Geschichte und Geologie das Studium auf. 1934 promovierte er und schloss 1935 mit der Lehramtsprüfung in den Fächern Geschichte und Geographie das Studium ab. Anschließend an sein Lehramtsstudium arbeitete er mehrere Jahre als Aushilfslehrkraft im Schuldienst der Stadt Klagenfurt, konnte jedoch keine feste Anstellung erreichen und nahm 1938 die Arbeit als Assistent von Hans Kinzl am geographischen Institut der Universität Innsbruck auf. 1941 wurde Paschinger vom Militär eingezogen und war erst im Wetterdienst und ab 1943 in der Auswertung von Luftbildern und der Erstellung von Karten tätig. Nach dem Krieg kam er 1945 kurzzeitig in britische Kriegsgefangenschaft und nahm im Anschluss seine Tätigkeit an der Universität in Innsbruck wieder auf, dort habilitierte er sich 1948.
1958 folgt er einem Ruf der Universität Graz als ordentlicher Professor und Institutsleiter und löst dort Herbert Schlenger als Institutsleiter im Fachbereich Geographie ab. 1981 emeritierte er aus Altersgründen und starb am 12. September 1992 in Graz.
Paschinger war der Ansicht, dass eine umfassende Ausbildung ohne zu frühe Spezialisierung nötig ist und setzte dies auch in der eigenen Forschung und Bildung um. Er beschäftigte sich mit der Kartografie, Geomorphologie, Wirtschaftsgeographie und Glaziologie, aber auch der Länderkunde, für seine wissenschaftlichen Arbeiten für den Raum Kärnten wurde er vom Land Kärnten mit mehreren Ehrungen ausgezeichnet.
Paschinger war NSDAP-Mitglied und erstellte Listen von Kärntner Slowenen, die später die Grundlage für deren Deportierung als „fremdvölkische“ waren.

## Werke (Auswahl)
- Entwicklung und Wesen der Hauptstädte der österreichischen Bundesländer, 1954, Universitätsverlag Wagner
- Steiermark, Steirisches Randgebirge, Grazer Bergland, Steirisches Riedelland, 1974, Borntraeger
- Kärnten, eine geographische Landeskunde, Teil 1. Allgemeine Darstellung, 1976, Verlag des Landesmuseums für Kärnten
- Kärnten, eine geographische Landeskunde, Teil 2. Die Wirtschaftsräume, 1979, Verlag des Landesmuseums für Kärnten

## Auszeichnungen (Auswahl)
- Korrespondierendes Mitglied der Österreichischen Akademie der Wissenschaften
- Goldenes Ehrenzeichen des Landes Steiermark
- Goldenes Ehrenzeichen des Landes Kärnten
- Kärntner Landesorden in Silber[1]